# Olszewo-Borki
Olszewo-Borki – wieś sołecka w Polsce położona w województwie mazowieckim, w powiecie ostrołęckim, w gminie Olszewo-Borki. 
Leży przy drodze krajowej nr 61. Miejscowość jest siedzibą gminy Olszewo-Borki.

## Historia
W latach 1921–1939 wieś leżała w województwie białostockim, w powiecie ostrołęckim, w gminie Nakły (od 1936 w gminie Rzekuń).
Według Powszechnego Spisu Ludności z 1921 roku wieś zamieszkiwało 131 osób w 23 budynkach mieszkalnych. Miejscowość należała do parafii rzymskokatolickiej w Ostrołęce. Podlegała pod Sąd Grodzki w Ostrołęce i Okręgowy w Łomży; właściwy urząd pocztowy Ostrołęka 1.
Po wschodniej stronie torów kolejowych położony był folwark Olszewo. W 1921 zamieszkiwało go 8 osób wyznania mojżeszowego i narodowości żydowskiej. Był tam jeden budynek mieszkalny.
W wyniku agresji niemieckiej we wrześniu 1939 wieś znalazła się pod okupacją niemiecką. Od 1939 do wyzwolenia w 1945 włączona w skład Landkreis Scharfenwiese, rejencji ciechanowskiej Prus Wschodnich III Rzeszy.
W latach 1954–1972 wieś należała i była siedzibą władz gromady Olszewo-Borki. W latach 1975–1998 miejscowość administracyjnie należała do województwa ostrołęckiego.

## Religia
W miejscowości znajduje się kościół, który jest siedzibą parafii NMP Królowej Polski.